# Robert Rožánek
Robert František Josef Rožánek (26. listopadu 1852 České Budějovice – 13. října 1928 České Budějovice) byl rakouský podnikatel a politik české národnosti z Čech, poslanec Českého zemského sněmu.

## Biografie
Působil jako majitel hodinářského závodu v Českých Budějovicích. Byl znalcem v oboru starožitnictví. Měl zásluhy o rozvoj muzea v Českých Budějovicích. Patřil mezi zakládající členy místní Besedy a Sokola. Od roku 1889 do roku 1900 byl členem budějovické obchodní a živnostenské komory a zastával i funkci jejího místopředsedy. V roce 1902 se stal odborným laickým soudcem při krajském soudu. Roku 1913 získal Řád Františka Josefa.
V 90. letech se zapojil i do vysoké politiky. V doplňovacích zemských volbách roku 1899 byl zvolen na Český zemský sněm, kde zastupoval kurii obchodních a živnostenských komor, obvod České Budějovice.
Až do pozdního věku byl aktivní a pravidelně vyjížděl na koni. V závěru života trpěl vnitřním onemocněním, kvůli které se musel podrobit operaci. V jejím průběhu ho postihla mrtvice. O několik dní poté zemřel, 14. října 1928. Bylo mu 77 let. Dne 17. října se konal pohřeb.